# Nàssir-ad-Din Mahmud Xah Tughluq
Nàssir-ad-Din Mahmud Xah Tughluq (Nasir al-Din Mahmud Shah Tughluk) fou sultà de Delhi del 1393 al 1398/1399.
Va pujar al tron el 23 de març de 1394 a la mort del seu germà Sikandar-Xah Tughluq, després de dues setmanes de discussions entre els esclaus firuzshàhides i els emirs lodis afganesos. Mahmud va provar de reconciliar a les dues faccions i va nomenar l'eunuc Malik Sarwar com a visir amb títol de Khwadja Djahan, i a Dawlat Khan Lodi com a kotwal de Delhi; Abd al-Rashid Khan Sultani va rebre el títol de Saadat Khan i el càrrec de barbek; Sarang Khan Lodi (cosí de Dawlat Khan Lodi) va rebre l'ikta (feu) de Dipalpur i el seu germà petit Malik Ikbal fou nomenat segon wazir. El sultanat ja havia entrar en procés de disgregació amb poderoses forces centrífugues que havien proclamat diverses províncies independents. La rodalia de Delhi també estava agitada i el maig de 1394 el sultà va enviar a l'eunuc Sarwar a reprimir una revolta d'un zamindari hindú a Jaunpur i li va donar el títol de Sultan al-Shark. A causa del seu èxit va dominar el territori i fou el fundador de la dinastia xàrquida de Jaunpur. Al mateix temps Bir Singh Deva, rajput tomara de Dandaroli, va atacar Gwalior que va ocupar (juny de 1394) i el mateix Mahmud va marxar contra la ciutat acompanyat de Saadat Khan deixant el govern a Delhi al seu hereu presumpte Mukarrab Khan. Quan s'acostaven a Gwalior alguns amirs dirigits per Mallu Ikbal van conspirar per assassinar al sultà, però Saadat se'n va assabentar i va fer matar als implicats excepte Mallu que va poder fugir cap a Delhi on va demanar protecció a Mukarrab Khan. Mahmud i Saadat van retornar a la capital que els va tancar les portes; Delhi fou assetjada durant tres mesos durant els quals Mahmud es va enemistar amb Saadat i es va reconciliar amb Mukarrab; Saadat va fugir a Firuzabad que va ocupar el gener del 1395 i va proclamar sultà a un net de Firuz Shah de nom Nusrat Khan; però els esclaus turcs que seguien a Saadat se li van girar aviat en contra. Saadat va fugir a Delhi i va demanar protecció a Mukarrab però aquest el va fer matar. La resta dels esclaus turcs revoltats a Firuzabad (que dominaven aquesta ciutat, part del Doab, Sambhal, Panipat i Rohtak) van seguir lleials a Nusrat Khan (ara Nusrat Shah) mentre Mahmud tenia el suport dels lodis i exercia a Delhi junt amb Mukarrab i dominava la fortalesa de Siri. Mahmud va regnar uns anys en els quals les dues parts van lluitar en petits combats. El 1398 Mallu Ikbal, que era a Delhi, va cridar a Nusrat Shah a Jahanpanah i li va jurar fidelitat, però no va tardar a atacar-lo i Nusrat va fugir cap a Firuzabad i després a Panipat al costat del seu wazir Tatar Khan. Mallu Ikbal va ocupar Firuzabad i durant dos mesos va combatre contra Mukarrab fins que el va matar, però en canvi va respectar a Mahmud al que va reconèixer com a sultà i sobre el que va exercir gran influència. El seu poder no anava gaire més lluny de Delhi (fins a Palam) segons l'historiador Badauni. Gujarat, Rajasthan, Bengala i Bihar s'havien fet independents i Kanauj, Dalmaw, Oudh i Bahraich formaven ara part del sultanat de Jaunpur. Els zamindaris hindús a l'occident i orient de Delhi s'havien revoltat i al nord-oest Multan estava en mans de Sayyid Khizr o Khidr Khan (després sultà Sayyid Khidr Khan 1414-1421).
El 1395 Khidr Khan es va enfrontar a Sarang Khan, governador de Dipalpur i germà de Mallu Ikbal, i fou fet presoner; Sarang va ocupar Multan, i després va derrotar a Shaykha Khokar nomenant al seu germà petit Adil Khan com a governador de Lahore. Però el 8 d'octubre de 1397 Sarang fou derrotat per Tatar Khan a la batalla de Kotla; Khidr Khan que per aquest temps es va poder escapar, es va unir a Tamerlà que poc després va envair el Panjab; l'avantguarda anava manada pel net de Tamerlà, Pir Muhammad. Al seu darrere Tamerlà va creuar l'Indus el setembre de 1397 i va marxar cap a Delhi. Després d'haver hagut d'aixecar el setge d'Uchch, el net de Tamerlà va derrotar a Sarang Khan a la vora del Beas i va atacar Multan que es va rendir després d'un setge (1398). Sarang Khan Lodi va ser executat i Sayyid Khidr Khan fou reinstal·lat com a governador. Mentre Tamerlà s'havia acostat a Delhi i Mahmud i Mallu Ikbal havien preparat la defensa amb un exèrcit de 4000 cavallers i 5000 infants que comptava amb 27 elefants. Van aguantar el primer atac del gran conqueridor prop de Jahanpanah (on Tamerlà havia establert el seu quarter) i encara que després del xoc Mallu Ikbal va fugir, després va tornar. El 18 de desembre de 1397 Mallu i Mahmud van tornar a enfrontar a Tamerlà que disposava de deu mil cavallers i 40.000 infants, i foren totalment derrotats. Mallu va fugir a Baran i Mahmud a Gujarat i després a Malwa. Delhi fou saquejada durant 15 dies i els seus habitants massacrats o esclavitzats, però Tamerlà no hi va restar i va abandonar la capital, cosa que Nusrat Khan va aprofitar per ocupar Delhi (gener del 1399) però Mallu Ikbal va retornar poc després i el va expulsar cap al Mewat on Nusrat va morir al cap de poc. Mallu va cridar a Mahmud a Delhi i el va fer proclamar novament el 14 d'octubre de 1401. Aquest mateix 1401 Mahmud i Ikbal van atacar a Ibrahim Sharki de Jaunpur. Però Mahmud, que no estava d'acord amb el poder absolut que exercia el seu ministre, es va passar a Ibrahim. Com que no fou tractat per Ibrahim amb el respecte propi d'un sultà, Mahmud va fugir a Kanauj on es va establir, i que Mallu Ikbal va intentar conquerir sense èxit.
El 14 de novembre de 1405 Mallu Ikbal es va enfrontar a Khidr Khan i fou derrotat i mort per aquest a la vora del Dhanda al districte d'Ajudhan. Cridat per dos nobles influents, Dawlat Khan Lodi i Ikhtiyar Khan, Mahmud va tornar a Delhi. L'estat era ara un ombra del que havia estat i la seva autoritat era força minsa, i Ibrahim Sharki a l'est i Khidr Khan a l'oest, amenaçaven el seu poder. El desembre de 1406 Ibrahim Sharki va assetjar Kanauj i la va ocupar després d'un setge que va durar quatre mesos. L'octubre de 1407 Ibrahim va avançar cap a Delhi però al saber que Muzaffar Shah I Gudjarati de Gujarat avançava cap a Jaunpur es va retirar per anar en defensa de la seva capital i Mahmud va aprofitar per ocupar Baran (Bulandshahr) i Sambhal.
Khidr Khan mentre estava sòlidament establert a Multan i Dipalpur i es declarava virrei de Tamerlà. El gener de 1407 es va dirigir cap a Delhi i va ocupar Hisar Firuza i Sirhind, però la primera fou recuperada per Mahmud el 1408. El gener de 1409 Khidr va enviar a un dels seus lloctinents de nom Malik Tuhfa, a assolar el Doab, mentre ell mateix avançava cap a Delhi i va assetjar a Mahmud a Siri i a Ikhtiyar Khan a Firuzabad. Khidr es va haver de retirar per manca de subministraments però el 1410 va tornar i va conquerir Rohtak i va atacar després Delhi (1411) retirant-se altre cop. Mahmud va morir el novembre de 1412 i un antic comandant tughlúquida, Dawlat Khan Lodi, fou proclamat sultà. El novembre/desembre de 1413, per tercera vegada, Khidr va avançar contra Delhi, assetjant la fortalesa de Siri que va resistir quatre mesos, fins que finalment Dawlat Khan es va rendir (1414) i fou enviat presoner a Hisar Firuza. El 6 de juny de 1414 Khidr Khan entrava a Delhi i es feia proclamar sultà fundant la dinastia dels Sayyids.